# Salma Shabana
Salma Shabana (* 8. Oktober 1976 in Kairo) ist eine ehemalige ägyptische Squashspielerin. 

## Karriere
Salma Shabana spielte von 1994 bis 2003 auf der WSA World Tour und gewann in diesem Zeitraum auf dieser drei Titel bei insgesamt zehn Finalteilnahmen. Ihre höchste Platzierung in der Weltrangliste erreichte sie mit Rang 20 im September 2000. Mit der ägyptischen Nationalmannschaft nahm sie 1996, 1998, 2000 und 2002 an der Weltmeisterschaft teil. Im Einzel stand sie zwischen 1994 und 2000 viermal im Hauptfeld der Weltmeisterschaft, ohne bei einer der Teilnahmen die zweite Runde zu erreichen.
Shabana ist mit dem ehemaligen Squashspieler Omar Elborolossy verheiratet und betreibt mit ihm eine Squashakademie in Kairo. Das Paar hat zwei Kinder. Sie ist die Schwester von Amr Shabana, der viermal Weltmeister wurde.

## Erfolge
- Gewonnene WSA-Titel: 3